# Cyprus op het Eurovisiesongfestival 1990
Cyprus nam deel aan het Eurovisiesongfestival 1990 in Zagreb, Joegoslavië. Het was de 9de deelname van het land op het Eurovisiesongfestival. De CyBC was verantwoordelijk voor de Cypriotische bijdrage voor de editie van 1990.

## Selectieprocedure
In tegenstelling tot de vorige jaren koos men erovoor om via een nationale finale de kandidaat en het lied aan te duiden voor het festival. In totaal deden 10 liedjes mee aan de nationale finale.
De winnaar werd gekozen door een expertenjury en door een jury bestaande uit muzikanten

## In Zagreb
In Joegeslavie trad Cyprus als 21ste van 22 landen aan, na Oostenrijk en voor Finland. Het land behaalde een 14de plaats met 36 punten. 
België had 5 punten over voor deze inzending,  Nederland geen punten.

### Gekregen punten

#### Finale
| 12 punten         | 10 punten | 8 punten | 7 punten                 | 6 punten                         |
| ----------------- | --------- | -------- | ------------------------ | -------------------------------- |
|                   |           |          |                          | - Finland - Griekenland - Zweden |
| 5 punten          | 4 punten  | 3 punten | 2 punten                 | 1 punt                           |
| - België - Israël | - Italië  |          | - Denemarken - Noorwegen |                                  |

### Punten gegeven door Cyprus

#### Finale
Punten gegeven in de finale:
| 12 punten | Italië              |
| 10 punten | Joegoslavië         |
| 8 punten  | Spanje              |
| 7 punten  | Frankrijk           |
| 6 punten  | Griekenland         |
| 5 punten  | Luxemburg           |
| 4 punten  | Denemarken          |
| 3 punten  | Verenigd Koninkrijk |
| 2 punten  | Nederland           |
| 1 punt    | Zwitserland         |

1981 · 1982 · 1983 · 1984 · 1985 · 1986 · 1987 · 1988 · 1989 · 1990 · 1991 · 1992 · 1993 · 1994 · 1995 · 1996 · 1997 · 1998 · 1999 · 2000 · 2001 · 2002 · 2003 · 2004 · 2005 · 2006 · 2007 · 2008 · 2009 · 2010 · 2011 · 2012 · 2013 · 2014 · 2015 · 2016 · 2017 · 2018 · 2019 · 2020 · 2021 · 2022 · 2023 · 2024 · 2025